# Chiese rupestri di Lalibela
Le chiese rupestri di Lalibela, in Etiopia, sono chiese monolitiche situate negli altopiani etiopi occidentali vicino alla città di Lalibela, il cui nome deriva dal re Gebre Mesqel Lalibela della dinastia Zaguè, che tra la fine del XII e l'inizio del XIII secolo, commissionò l'imponente progetto di costruzione di 11 chiese rupestri per ricreare la città santa di Gerusalemme nel suo regno. Il sito rimane in uso dalla Chiesa cristiana ortodossa etiope fino ad oggi ed è un importante luogo di pellegrinaggio per i fedeli ortodossi etiopi.

## Sito archeologico

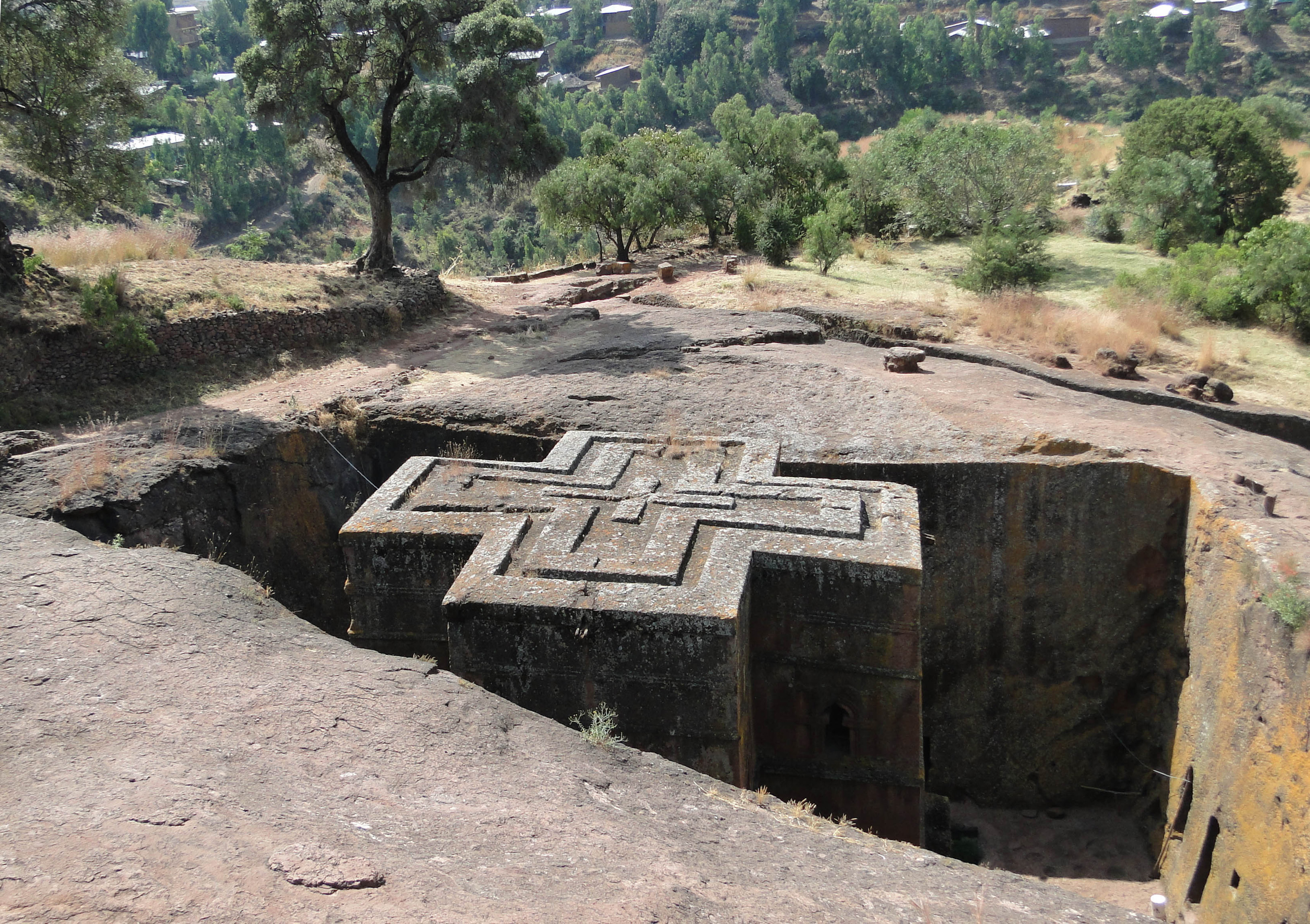
La Chiesa di San Giorgio, una delle tante chiese scavate nelle colline rocciose di Lalibela

L'altitudine è di circa 2.480 metri e il sito archeologico è composto da 3 sezioni: il gruppo nordoccidentale, quello sudoccidentale e Biete Giorgis.

### Gruppo nordoccidentale

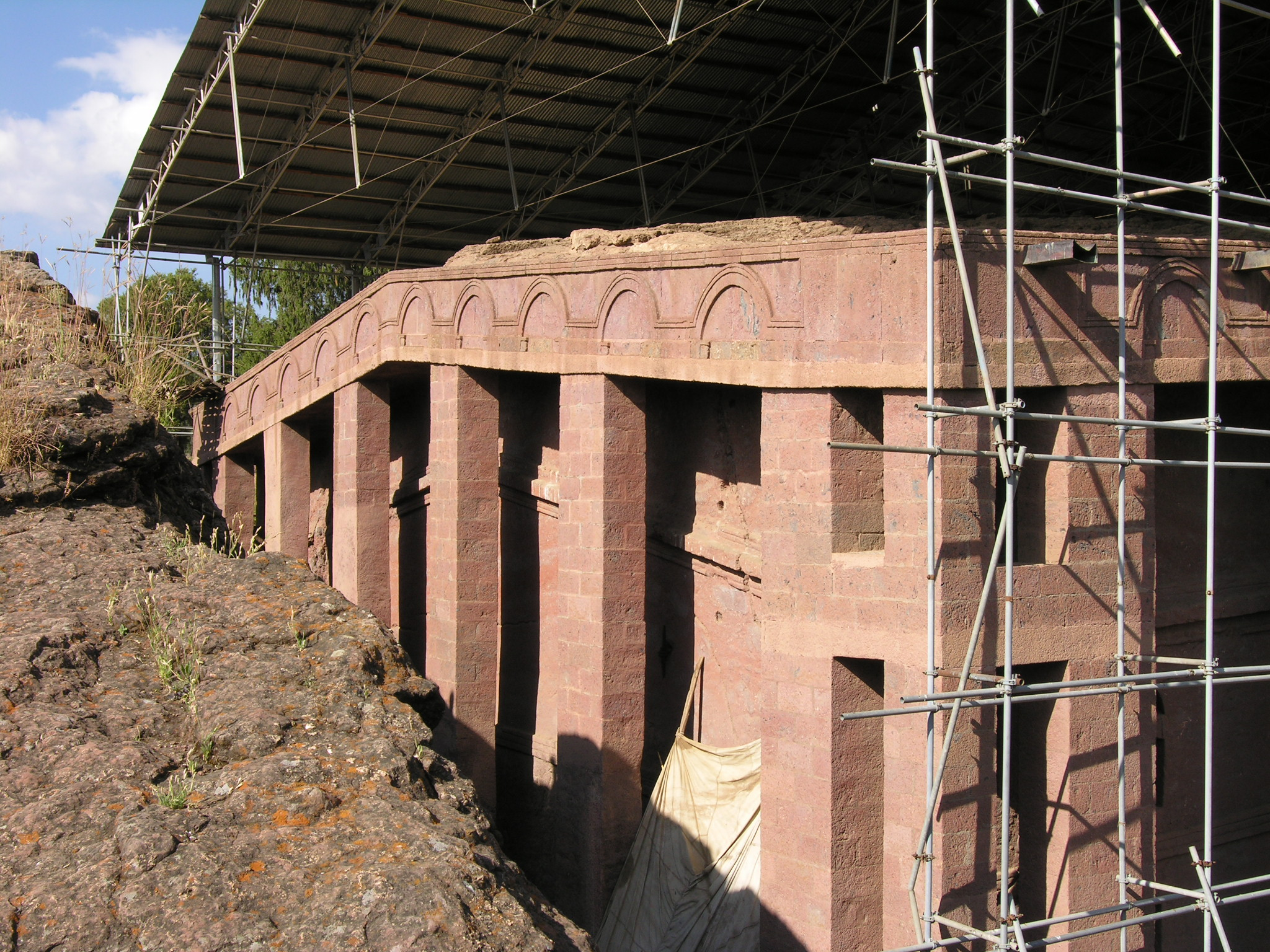
Bet Medhane Alem, parte del gruppo di chiese nord-occidentali di Lalibela.

Questo gruppo è composto da Biete Medhane Alem, Biete Maryam, Biete Golgotha Mikael, Biete Meskel e Biete Denagel, che sono collegati tra loro da sistemi di tunnel e trincee.

### Gruppo sudorientale
Come il gruppo nord-orientale, anche la collezione di chiese a sud-est, composta da Biete Amanuel, Biete Qeddus Mercoreus, Biete Abba Libanos, Biete Lehem e Biete Gabriel-Rufael, è collegata da un sistema di tunnel.

## Storia

### Impero axumita
Le chiese di Lalibela furono precedute dalla Kedemit Mikael, ritenuta dalla tradizione locale la prima chiesa cristiana edificata nella zona. Fu commissionata dal re axumita Kaleb qualche tempo dopo aver fondato la città di Roha nel VI secolo

### Dinastia Zagwe
Secondo la tradizione locale, si dice che le chiese siano state costruite durante la dinastia Zaguè e sotto il regno del re Gebre Mesqel Lalibela (regno 1189-1227), anche se è più probabile che si siano evolute nella loro forma attuale nel corso di diverse fasi di costruzione e modifiche di strutture preesistenti.

### XX secolo
Il sito delle chiese rupestri di Lalibela è stato incluso nella lista del patrimonio dell'umanità dell'UNESCO nel 1978.

## Significato e funzione religiosa
Le Chiese di Lalibela rivestono un importante significato religioso, per i cristiani ortodossi etiopi, poiché insieme formano un luogo di pellegrinaggio dal particolare valore spirituale e simbolico con una pianta che rappresenta la città santa di Gerusalemme. Il sito continua ad essere utilizzato per il culto e la preghiera quotidiana, la celebrazione di feste religiose come la Genna, come casa del clero,  e come luogo che riunisce ogni anno sempre più fedeli e capi religiosi.

## Architettura
Le chiese sono ognuna unica nel suo genere, e conferiscono al sito una diversità architettonica che è evidente dalle figure umane dei bassorilievi presenti all'interno del Bet Golgotha e dai dipinti colorati di disegni geometrici e scene bibliche a Bet Mariam.
Modanature e marcapiani dividono forme strutturali più grandi in sezioni più piccole in molte delle chiese.

### Costruzione
Si pensa che la costruzione delle chiese sia avvenuta in 3 fasi.
Tutte le 11 chiese sono il risultato di un processo che utilizzava gli strumenti di base di martelli e scalpelli per scavare trincee che circondano le strutture monolitiche e semi-monolitiche, nonché un sistema di gallerie che collegano tra loro due gruppi separati di chiese fuori dalle scorie del basalto. La "costruzione" è stata realizzata dall'alto verso il basso.
Esse sono state costruite a livello del terreno cioè dentro una fossa a 15 metri di profondità  a differenza delle altre chiese.

## Conservazione

### Difficoltà di conservazione dagli anni 2000 in poi
Diversi recenti progetti di conservazione e restauro sono stati attuati nel sito, ma sono stati imperfetti nell'esecuzione. Un progetto in cui l'Ambasciata degli Stati Uniti d'America sta finanziando il restauro di Bet Gabriel-Rafael e successivamente di Bet Golgotha-Mikael ha visto emergere problemi tra le varie parti coinvolte nel progetto per quanto riguarda la comprensione della sua piena portata. È mancata un'adeguata comunicazione e condivisione delle informazioni sui piani di progetto tra l'Autorità per la ricerca e la conservazione dei beni culturali (ARCCH) e il comitato locale e la chiesa.
Con il finanziamento dell'UE, nel 2008 sono stati eretti quattro tettoie per coprire 5 delle chiese del sito, nel tentativo di fornire una modalità di protezione temporanea per le strutture fino a quando non si potrà decidere una soluzione a più lungo termine. Tuttavia, i ripari sono rimasti sul posto per molto più tempo di quanto avrebbero dovuto rimanere in piedi, e ora di conseguenza rappresentano un serio pericolo per gli edifici sottostanti poiché minacciano di crollare a causa del loro peso elevato e l'invecchiamento delle strutture di protezione. Il Direttore dell'ARCCH ha indicato che le tettoie devono essere rimosse, tuttavia non ci sono ancora progetti definitivi per la loro rimozione e di cosa verrà fatto dopo.